# Лигия Фонсека
Лигия Фонсека (полное имя Lígia Arcângela Lubrino Dias Fonseca, род. 24 августа 1963) — адвокат, активист, политический деятель Кабо-Верде.

## Биография
Фонсека родилась 24 августа 1963 года в семье Канта Диаса и Максимо Диаса в городе Бейра, португальский Мозамбик. Её отец, Максимо Диас, был мозамбикским юристом, политиком и лидером политической партии МОНАМО. В 1976 году её семья переехала в Лиссабон, Португалия, из-за политической нестабильности в Мозамбике
Диас (Фонсека) осталась в Лиссабоне, несмотря на надежды на возвращение в Бейру. Она поступила на юридический факультет Лиссабонского университета, где получила диплом юриста. Она познакомилась со своим будущим мужем Жорже Карлушем Фонсека, уроженцем Кабо-Верде, в 1987 году, когда училась в колледже. Пара поженилась 26 марта 1989 года на церемонии в Португалии. У них три дочери.
Затем они переехали в Макао, где её муж был нанят профессором права в Университете Макао. Супруги переехали в Кабо-Верде в 1991 году.
30 апреля 2001 года Фонсека стала первой женщиной, избранной президентом Коллегии адвокатов Кабо-Верде. Инаугурация Фонсека в качестве первой женщины-главы OAC состоялась 19 мая 2001 года. Она занимала пост президента с 2001 по 2004 год, когда его сменил доктор Карлос Альберто Вейга.
Жорже Карлуш Фонсека был избран президентом во втором туре президентских выборов 2011 года в Кабо-Верде, в результате чего Лигия Фонсека стала четвёртой первой леди Кабо-Верде. Лигия Фонсека стремилась сосредоточиться на социальных вопросах во время своего пребывания в должности первой леди.  Она также продолжала заниматься юридической практикой в качестве активного юриста, став первой леди.

## Почести
Иностранные награды:
- Большой крест ордена Инфанта Дона Энрике (22 ноября 2017 г.)[6]
- Большой крест ордена Короны (Нидерланды) (10 декабря 2018 г.)